# Mistrzostwa Świata w Pływaniu 2005
XI Mistrzostwa Świata w Pływaniu odbyły się w dniach 16–31 lipca 2005 w Montrealu pod patronatem FINA. Początkowo odebrano organizację temu miastu ze względu na brak gwarancji finansowej, ale potem cofnięto tę decyzję (w związku z kłopotami finansowymi imprezy w lutym 2005 popełnił samobójstwo szef komitetu organizacyjnego Yvon DesRochers). Budżet mistrzostw wyniósł ostatecznie 13 milionów euro. W programie mistrzostw znalazły się konkurencje dla mężczyzn i kobiet. Oprócz pływania w Montrealu zorganizowano piłkę wodną, pływanie synchroniczne i skoki do wody.

## Klasyfikacja medalowa
| Rozdano 61 złotych medali |                     |       |        |      |       |
| Miejsce                   | Państwo             | Złoto | Srebro | Brąz | Razem |
| 1                         | Stany Zjednoczone   | 17    | 15     | 7    | 39    |
| 2                         | Australia           | 13    | 8      | 4    | 25    |
| 3                         | Chiny               | 5     | 5      | 7    | 17    |
| 4                         | Rosja               | 4     | 3      | 2    | 9     |
| 5                         | Kanada              | 3     | 4      | 3    | 10    |
| 6                         | Francja             | 3     | 1      | 1    | 5     |
| 7                         | Niemcy              | 2     | 7      | 4    | 13    |
| 8                         | Węgry               | 2     | 2      | 1    | 5     |
| 9                         | Zimbabwe            | 2     | 2      | 0    | 4     |
| 10                        | Południowa Afryka   | 2     | 1      | 2    | 5     |
| 11                        | Holandia            | 2     | 1      | 1    | 4     |
| 12                        | Polska              | 2     | 0      | 2    | 4     |
| 13                        | Włochy              | 1     | 3      | 3    | 7     |
| 14                        | Hiszpania           | 1     | 1      | 2    | 4     |
| 15                        | Grecja              | 1     | 0      | 1    | 2     |
| 16                        | Serbia i Czarnogóra | 1     | 0      | 0    | 1     |
| 17                        | Japonia             | 0     | 4      | 7    | 11    |
| 18                        | Szwecja             | 0     | 1      | 2    | 3     |
| 19                        | Austria             | 0     | 1      | 1    | 2     |
| 20                        | Chorwacja           | 0     | 1      | 0    | 1     |
|                           | Kuba                | 0     | 1      | 0    | 1     |
|                           | Szwajcaria          | 0     | 1      | 0    | 1     |
| 23                        | Wielka Brytania     | 0     | 0      | 4    | 4     |
| 24                        | Ukraina             | 0     | 0      | 3    | 3     |
| 25                        | Bułgaria            | 0     | 0      | 2    | 2     |
|                           | Tunezja             | 0     | 0      | 2    | 2     |

- Na dystansie 100 m stylem dowolnym kobiet rozdano 2 srebrne medale, a żadnego brązowego.
- Na dystansie 200 m stylem dowolnym kobiet rozdano 2 brązowe medale.

## Polska reprezentacja
Pływacka reprezentacja Polski, licząca na MŚ w Montrealu 17 osób, wróciła z Kanady z czterema medalami (2 złote i 2 brązowe), rekordem świata i 18 rekordami Polski.

### Medale reprezentantów Polski
Medale zdobyte przez Polaków:
1. Otylia Jędrzejczak – złoty medal – 200 m stylem motylkowym – rekord świata

2. Otylia Jędrzejczak – brązowy medal – 100 m stylem motylkowym

3. Bartosz Kizierowski – brązowy medal – 50 m stylem dowolnym

4. Paweł Korzeniowski – złoty medal – 200 m stylem motylkowym
Polska zajęła 12. miejsce w łącznej klasyfikacji medalowej.

### Polskie rekordy
Rekordy ustanowione przez Polaków na mistrzostwach:

styl dowolny
50 m

Bartosz Kizierowski (21,94)
800 m

Łukasz Drzewiński (7:53,33 eliminacje)

Przemysław Stańczyk (7:52,56 eliminacje)

Przemysław Stańczyk (7:50,83 finał)
1500 m

Mateusz Sawrymowicz (15:03,56 eliminacje)

Mateusz Sawrymowicz (14:59,38 finał)
4 × 200 m

Paulina Barzycka, Katarzyna Staszak, Katarzyna Kowalczyk, Katarzyna Baranowska (8:09,78)

Paweł Korzeniowski, Łukasz Drzewiński, Michał Rokicki, Przemysław Stańczyk (7:20,49)
styl klasyczny
100 m

Sławomir Kuczko (1:02,13)

Beata Kamińska (1:08,69 eliminacje)

Beata Kamińska (1:08,54 półfinał)
200 m

Katarzyna Dulian (2:27,96 eliminacje)

Katarzyna Dulian (2:27,85 finał)
styl motylkowy
200 m

Otylia Jędrzejczak (2:05,61 rekord świata)

Paweł Korzeniowski (1:55,02)
styl zmienny
200 m

Katarzyna Baranowska (2:13,86)
4 × 100 m

Katarzyna Staszak, Katarzyna Dulian, Otylia Jędrzejczak, Paulina Barzycka (4:06,71 eliminacje)

Katarzyna Staszak, Beata Kamińska, Otylia Jędrzejczak, Paulina Barzycka (4:05,08 finał)

## Pływanie (mężczyźni)

### 50 m stylem dowolnym
Finał 30 lipca
| Miejsce | Państwo           | Zawodnik             | Czas       |
| ------- | ----------------- | -------------------- | ---------- |
| 1       | Południowa Afryka | Roland Mark Schoeman | 21,69 (CR) |
| 2       | Chorwacja         | Duje Draganja        | 21,89      |
| 3       | Polska            | Bartosz Kizierowski  | 21,94      |

- WR Aleksandr Popow  Rosja 21,64

### 50 m stylem klasycznym
Finał 27 lipca
| Miejsce | Państwo           | Zawodnik        | Czas  |
| ------- | ----------------- | --------------- | ----- |
| 1       | Niemcy            | Mark Warnecke   | 27,63 |
| 2       | Stany Zjednoczone | Mark Gangloff   | 27,71 |
| 3       | Japonia           | Kosuke Kitajima | 27,78 |

- WR Ołeh Lisohor  Ukraina 27,18

- CR James Gibson  Wielka Brytania 27,46

### 50 m stylem grzbietowym
Finał 31 lipca
| Miejsce | Państwo         | Zawodnik              | Czas  |
| ------- | --------------- | --------------------- | ----- |
| 1       | Grecja          | Aristidis Grigoriadis | 24,95 |
| 2       | Australia       | Matthew Welsh         | 24,99 |
| 3       | Wielka Brytania | Liam Tancock          | 25,02 |

- WR/CR Thomas Rupprath  Niemcy 24,80

### 50 m stylem motylkowym
Finał 25 lipca
| Miejsce | Państwo           | Zawodnik             | Czas       |
| ------- | ----------------- | -------------------- | ---------- |
| 1       | Południowa Afryka | Roland Mark Schoeman | 22,96 (WR) |
| 2       | Stany Zjednoczone | Ian Crocker          | 23,12      |
| 3       | Ukraina           | Serhij Breus         | 23,38      |

### 100 m stylem dowolnym
Finał 28 lipca
| Miejsce | Państwo           | Zawodnik             | Czas       |
| ------- | ----------------- | -------------------- | ---------- |
| 1       | Włochy            | Filippo Magnini      | 48,12 (CR) |
| 2       | Południowa Afryka | Roland Mark Schoeman | 48,28      |
| 3       | Południowa Afryka | Ryk Neethling        | 48,34      |

- WR Pieter van den Hoogenband  Holandia 47,84

### 100 m stylem klasycznym
Finał 25 lipca
| Poz. | Kraj              | pływak          | Wynik      |
| ---- | ----------------- | --------------- | ---------- |
| 1    | Stany Zjednoczone | Brendan Hansen  | 59,37 (CR) |
| 2    | Japonia           | Kosuke Kitajima | 59,53      |
| 3    | Francja           | Hugues Duboscq  | 1:00,20    |

- WR Brendan Hansen  Stany Zjednoczone 59,30

### 100 m stylem grzbietowym
Finał 26 lipca
| Poz. | Kraj              | Pływak        | Czas  |
| ---- | ----------------- | ------------- | ----- |
| 1    | Stany Zjednoczone | Aaron Peirsol | 53,62 |
| 2    | Stany Zjednoczone | Randall Bal   | 54,02 |
| 3    | Węgry             | László Cseh   | 54,27 |

- WR Aaron Peirsol  Stany Zjednoczone 53,17

- CR Aaron Peirsol  Stany Zjednoczone 53,61

### 100 m stylem motylkowym
Finał 30 lipca
| Poz. | Kraj              | Pływak          | Czas       |
| ---- | ----------------- | --------------- | ---------- |
| 1    | Stany Zjednoczone | Ian Crocker     | 50,40 (WR) |
| 2    | Stany Zjednoczone | Michael Phelps  | 51,65      |
| 3    | Ukraina           | Andrij Serdinow | 52,08      |

### 200 m stylem dowolnym
Finał 26 lipca
| Miejsce | Państwo           | Zawodnik       | Czas    |
| ------- | ----------------- | -------------- | ------- |
| 1       | Stany Zjednoczone | Michael Phelps | 1:45,20 |
| 2       | Australia         | Grant Hackett  | 1:46,14 |
| 3       | Południowa Afryka | Ryk Neethling  | 1:46,63 |

- WR/CR Ian Thorpe  Australia 1:44,06

### 200 m stylem klasycznym
Finał 29 lipca
| Miejsce | Państwo           | Zawodnik       | Czas    |
| ------- | ----------------- | -------------- | ------- |
| 1       | Stany Zjednoczone | Brendan Hansen | 2:09,85 |
| 2       | Kanada            | Mike Brown     | 2:11,22 |
| 3       | Japonia           | Genki Imamura  | 2:11,54 |

- WR Brendan Hansen  Stany Zjednoczone 2:09,04

- CR Kosuke Kitajima  Japonia 2:09,42

### 200 m stylem grzbietowym
Finał 29 lipca
| Miejsce | Państwo           | Zawodnik      | Czas         |
| ------- | ----------------- | ------------- | ------------ |
| 1       | Stany Zjednoczone | Aaron Peirsol | 1:54,66 (WR) |
| 2       | Austria           | Markus Rogan  | 1:56,63      |
| 3       | Stany Zjednoczone | Ryan Lochte   | 1:57,00      |

### 200 m stylem motylkowym
Finał 29 lipca
| Miejsce | Państwo | Zawodnik           | Czas    |
| ------- | ------- | ------------------ | ------- |
| 1       | Polska  | Paweł Korzeniowski | 1:55,02 |
| 2       | Japonia | Takeshi Matsuda    | 1:55,62 |
| 3       | Chiny   | Wu Peng            | 1:56,50 |

- WR/CR Michael Phelps  Stany Zjednoczone 1:53,93

### 200 m stylem zmiennym
Finał 28 lipca
| Miejsce | Państwo           | Zawodnik       | Czas    |
| ------- | ----------------- | -------------- | ------- |
| 1       | Stany Zjednoczone | Michael Phelps | 1:56,68 |
| 2       | Węgry             | László Cseh    | 1:57,61 |
| 3       | Stany Zjednoczone | Ryan Lochte    | 1:57,79 |

- WR Michael Phelps  Stany Zjednoczone 1:55,94

- CR Michael Phelps  Stany Zjednoczone 1:56,04

### 400 m stylem dowolnym
Finał 24 lipca
| Miejsce | Państwo   | Zawodnik         | Czas    |
| ------- | --------- | ---------------- | ------- |
| 1       | Australia | Grant Hackett    | 3:42,91 |
| 2       | Rosja     | Jurij Priłukow   | 3:44,44 |
| 3       | Tunezja   | Oussama Mellouli | 3:46,08 |

- WR Ian Thorpe  Australia 3:40,08

- CR Ian Thorpe  Australia 3:40,17

### 400 m stylem zmiennym
Finał 31 lipca
| Miejsce | Państwo | Zawodnik         | Czas    |
| ------- | ------- | ---------------- | ------- |
| 1       | Węgry   | László Cseh      | 4:09,63 |
| 2       | Włochy  | Luca Marin       | 4:11,67 |
| 3       | Tunezja | Oussama Mellouli | 4:13,47 |

- WR Michael Phelps  Stany Zjednoczone 4:08,26

- CR Michael Phelps  Stany Zjednoczone 4:09,09

### 800 m stylem dowolnym
Finał 27 lipca
| Miejsce | Państwo           | Zawodnik       | Czas         |
| ------- | ----------------- | -------------- | ------------ |
| 1       | Australia         | Grant Hackett  | 7:38,65 (WR) |
| 2       | Stany Zjednoczone | Larsen Jensen  | 7:45,63      |
| 3       | Rosja             | Jurij Priłukow | 7:46,64      |

### 1500 m stylem dowolnym
Finał 31 lipca
| Miejsce | Państwo           | Zawodnik      | Czas     |
| ------- | ----------------- | ------------- | -------- |
| 1       | Australia         | Grant Hackett | 14:42,58 |
| 2       | Stany Zjednoczone | Larsen Jensen | 14:47,58 |
| 3       | Wielka Brytania   | David Davies  | 14:48,11 |

- WR/CR Grant Hackett  Australia 14:34,56

### Sztafeta 4×100m stylem dowolnym
Finał 24 lipca
| Miejsce | Państwo           | Zawodnik                                                       | Czas         |
| ------- | ----------------- | -------------------------------------------------------------- | ------------ |
| 1       | Stany Zjednoczone | - Michael Phelps - Neil Walker - Nate Dusing - Jason Lezak     | 3:13,77 (CR) |
| 2       | Kanada            | - Yannick Lupien - Rick Say - Mike Mintenko - Brent Hayden     | 3:16,44      |
| 3       | Australia         | - Michael Klim - Andrew Mewing - Leith Brodie - Patrick Murphy | 3:17,56      |

- WR  Południowa Afryka 3:13,17

### 4×100m stylem zmiennym
Finał 31 lipca
| Miejsce | Państwo           | Zawodnik                                                                      | Czas    |
| ------- | ----------------- | ----------------------------------------------------------------------------- | ------- |
| 1       | Stany Zjednoczone | - Aaron Peirsol - Brendan Hansen - Ian Crocker - Jason Lezak                  | 3:31,85 |
| 2       | Rosja             | - Arkadij Wiatczanin - Dmitrij Komornikow - Igor Marczenko - Andriej Kaprałow | 3:35,08 |
| 3       | Japonia           | - Tomomi Morita - Kosuke Kitajima - Ryo Takayasu - Daisuke Hosokawa           | 3:35,40 |

- WR  Stany Zjednoczone 3:30,68

- CR  Stany Zjednoczone 3:31,54

### 4×200m stylem dowolnym
Finał 29 lipca
| Miejsce | Państwo           | Zawodnik                                                             | Czas    |
| ------- | ----------------- | -------------------------------------------------------------------- | ------- |
| 1       | Stany Zjednoczone | - Michael Phelps - Ryan Lochte - Peter Vanderkaay - Klete Keller     | 7:06,58 |
| 2       | Kanada            | - Brent Hayden - Colin Russell - Rick Say - Andrew Hurd              | 7:09,73 |
| 3       | Australia         | - Nicholas Sprenger - Patrick Murphy - Andrew Mewing - Grant Hackett | 7:10,59 |

- WR/CR  Australia 7:04,66

### 5 km
17 lipca
| Miejsce | Państwo           | Zawodnik      | Czas    |
| ------- | ----------------- | ------------- | ------- |
| 1       | Niemcy            | Thomas Lurz   | 51:17,2 |
| 2       | Stany Zjednoczone | Chip Peterson | 51:18,8 |
| 3       | Włochy            | Simone Ercoli | 51:18,9 |

### 10 km
20 lipca
| Miejsce | Państwo           | Zawodnik       | Czas      |
| ------- | ----------------- | -------------- | --------- |
| 1       | Stany Zjednoczone | Chip Peterson  | 1:46:38,1 |
| 2       | Niemcy            | Thomas Lurz    | 1:46:45,2 |
| 3       | Bułgaria          | Petar Stojczew | 1:46:50,4 |

### 25 km
23 lipca
| Miejsce | Państwo   | Zawodnik       | Czas      |
| ------- | --------- | -------------- | --------- |
| 1       | Hiszpania | David Meca     | 5:00:21,4 |
| 2       | Australia | Brendan Capell | 5:00:23,6 |
| 3       | Bułgaria  | Petar Stojczew | 5:00:28,4 |

## Pływanie (kobiety)

### 50 m stylem dowolnym
Finał 31 lipca
| Miejsce | Państwo   | Zawodnik         | Czas  |
| ------- | --------- | ---------------- | ----- |
| 1       | Australia | Lisbeth Lenton   | 24,59 |
| 2       | Holandia  | Marleen Veldhuis | 24,83 |
| 3       | Chiny     | Zhu Yingwen      | 24,91 |

- WR Inge de Bruijn  Holandia 24,13

- CR Inge de Bruijn  Holandia 24,45

### 50 m stylem klasycznym
Finał 31 lipca
| Miejsce | Państwo           | Zawodnik       | Czas       |
| ------- | ----------------- | -------------- | ---------- |
| 1       | Australia         | Jade Edmistone | 30,45 (WR) |
| 2       | Stany Zjednoczone | Jessica Hardy  | 30,85      |
| 3       | Australia         | Brooke Hanson  | 30,89      |

### 50 m stylem grzbietowym
Finał 28 lipca
| Miejsce | Państwo   | Zawodnik           | Czas  |
| ------- | --------- | ------------------ | ----- |
| 1       | Australia | Giaan Rooney       | 28,63 |
| 2       | Chiny     | Gao Chang          | 28,69 |
| 3       | Niemcy    | Antje Buschschulte | 28,72 |

- WR Janine Pietsch  Niemcy 28,19

### 50 m stylem motylkowym
Finał 30 lipca
| Miejsce | Państwo   | Zawodnik              | Czas  |
| ------- | --------- | --------------------- | ----- |
| 1       | Australia | Danni Miatke          | 26,11 |
| 2       | Szwecja   | Anna-Karin Kammerling | 26,36 |
| 3       | Szwecja   | Therese Alshammar     | 26,39 |

- WR Anna-Karin Kammerling  Szwecja 25,57

- CR Inge de Bruijn  Holandia 25,84

### 100 m stylem dowolnym
Finał 29 lipca
| Miejsce | Państwo           | Zawodnik         | Czas  |
| ------- | ----------------- | ---------------- | ----- |
| 1       | Australia         | Jodie Henry      | 54,18 |
| 2       | Francja           | Malia Metella    | 54,74 |
|         | Stany Zjednoczone | Natalie Coughlin | 54,74 |

- WR Jodie Henry  Australia 53,52

- CR Le Jingyi  Chiny 54,01

### 100 m stylem klasycznym
Finał 26 lipca
| Miejsce | Państwo           | Zawodnik      | Czas    |
| ------- | ----------------- | ------------- | ------- |
| 1       | Australia         | Leisel Jones  | 1:06,25 |
| 2       | Stany Zjednoczone | Jessica Hardy | 1:06,62 |
| 3       | Stany Zjednoczone | Tara Kirk     | 1:07,43 |

- W półfinale Hardy uzyskała czas 1:06,20 (nowy WR).

### 100 m stylem grzbietowym
Finał 26 lipca
| Miejsce | Państwo           | Zawodnik           | Czas    |
| ------- | ----------------- | ------------------ | ------- |
| 1       | Zimbabwe          | Kirsty Coventry    | 1:00,24 |
| 2       | Niemcy            | Antje Buschschulte | 1:00,84 |
| 3       | Stany Zjednoczone | Natalie Coughlin   | 1:00,88 |

- WR Natalie Coughlin  Stany Zjednoczone 59,58

- CR He Cihong  Chiny 1:00,16

### 100 m stylem motylkowym
Finał 25 lipca
| Miejsce | Państwo   | Zawodnik           | Czas       |
| ------- | --------- | ------------------ | ---------- |
| 1       | Australia | Jessicah Schipper  | 57,23 (CR) |
| 2       | Australia | Lisbeth Lenton     | 57,37      |
| 3       | Polska    | Otylia Jędrzejczak | 58,57      |

- WR Inge de Bruijn  Holandia 56,61

### 200 m stylem dowolnym
Finał 27 lipca
| Miejsce | Państwo | Zawodnik            | Czas    |
| ------- | ------- | ------------------- | ------- |
| 1       | Francja | Solenne Figuès      | 1:58,60 |
| 2       | Włochy  | Federica Pellegrini | 1:58,73 |
| 3       | Chiny   | Yang Yu             | 1:59,08 |
|         | Szwecja | Josefin Lillhage    | 1:59,08 |

- WR Franziska van Almsick  Niemcy 1:56,64

- CR Franziska van Almsick  Niemcy 1:56,78

### 200 m stylem klasycznym
Finał 29 lipca
| Miejsce | Państwo   | Zawodnik     | Czas         |
| ------- | --------- | ------------ | ------------ |
| 1       | Australia | Leisel Jones | 2:21,72 (WR) |
| 2       | Niemcy    | Anne Poleska | 2:25,84      |
| 3       | Austria   | Mirna Jukic  | 2:27,11      |

- WR Amanda Beard  Stany Zjednoczone 2:22,44

- CR Amanda Beard  Stany Zjednoczone 2:22,99

### 200 m stylem grzbietowym
Finał 30 lipca
| Miejsce | Państwo           | Zawodnik         | Czas    |
| ------- | ----------------- | ---------------- | ------- |
| 1       | Zimbabwe          | Kirsty Coventry  | 2:08,52 |
| 2       | Stany Zjednoczone | Margaret Hoelzer | 2:09,94 |
| 3       | Japonia           | Reiko Nakamura   | 2:10,41 |

- WR Krisztina Egerszegi  Węgry 2:06,62

- CR He Cihong  Chiny 2:07,40

### 200 m stylem motylkowym
Finał 29 lipca
| Miejsce | Państwo   | Zawodnik           | Czas         |
| ------- | --------- | ------------------ | ------------ |
| 1       | Polska    | Otylia Jędrzejczak | 2:05,61 (WR) |
| 2       | Australia | Jessicah Schipper  | 2:05,65      |
| 3       | Japonia   | Yuko Nakanishi     | 2:09,40      |

### 200 m stylem zmiennym
Finał 25 lipca
| Miejsce | Państwo           | Zawodnik        | Czas         |
| ------- | ----------------- | --------------- | ------------ |
| 1       | Stany Zjednoczone | Katie Hoff      | 2:10,41 (CR) |
| 2       | Zimbabwe          | Kirsty Coventry | 2:11,13      |
| 3       | Australia         | Lara Carroll    | 2:13,32      |

- WR Wu Yanyan  Chiny 2:09,72

### 400 m stylem dowolnym
Finał 24 lipca
| Miejsce | Państwo         | Zawodnik           | Czas    |
| ------- | --------------- | ------------------ | ------- |
| 1       | Francja         | Laure Manaudou     | 4:06,44 |
| 2       | Japonia         | Ai Shibata         | 4:06,74 |
| 3       | Wielka Brytania | Caitlin McClatchey | 4:07,25 |

- WR Janet Evans  Stany Zjednoczone 4:03,85

- CR Tracey Wickham  Australia 4:06,28

### 400 m stylem zmiennym
Finał 31 lipca
| Miejsce | Państwo           | Zawodnik        | Czas         |
| ------- | ----------------- | --------------- | ------------ |
| 1       | Stany Zjednoczone | Katie Hoff      | 4:36,07 (CR) |
| 2       | Zimbabwe          | Kirsty Coventry | 4:39,72      |
| 3       | Stany Zjednoczone | Kaitlin Sandeno | 4:40,85      |

- WR Jana Kłoczkowa  Ukraina 4:33,59

### 800 m stylem dowolnym
Finał 30 lipca
| Miejsce | Państwo           | Zawodnik        | Czas    |
| ------- | ----------------- | --------------- | ------- |
| 1       | Stany Zjednoczone | Kate Ziegler    | 8:25,31 |
| 2       | Kanada            | Brittany Reimer | 8:27,59 |
| 3       | Japonia           | Ai Shibata      | 8:27,86 |

- WR Janet Evans  Stany Zjednoczone 8:16,22

- CR Hannah Stockbauer  Niemcy 8:23,66

### 1500 m stylem dowolnym
Finał 26 lipca
| Miejsce | Państwo           | Zawodnik         | Czas     |
| ------- | ----------------- | ---------------- | -------- |
| 1       | Stany Zjednoczone | Kate Ziegler     | 16:00,41 |
| 2       | Szwajcaria        | Flavia Rigamonti | 16:04,34 |
| 3       | Kanada            | Brittany Reimer  | 16:07,73 |

- WR Janet Evans  Stany Zjednoczone 15:52,10

- CR Hannah Stockbauer  Niemcy 16:00,18

### Sztafeta 4×100m stylem dowolnym
Finał 24 lipca
| Miejsce | Państwo           | Skład                                                              | Czas         |
| ------- | ----------------- | ------------------------------------------------------------------ | ------------ |
| 1       | Australia         | - Jodie Henry - Alice Mills - Shayne Reese - Lisbeth Lenton        | 3:37,32 (CR) |
| 2       | Niemcy            | - Petra Dallmann - Antje Buschschulte - Annika Lurz - Daniela Götz | 3:38,24      |
| 3       | Stany Zjednoczone | - Natalie Coughlin - Kara Lynn Joyce - Lacey Nymeyer - Amanda Weir | 3:38,31      |

- WR  Australia 3:35,94

### 4×100m stylem zmiennym
Finał 30 lipca
| Miejsce | Państwo           | Skład                                                                 | Czas         |
| ------- | ----------------- | --------------------------------------------------------------------- | ------------ |
| 1       | Australia         | - Sophie Edington - Leisel Jones - Jessicah Schipper - Lisbeth Lenton | 3:57,47 (CR) |
| 2       | Stany Zjednoczone | - Natalie Coughlin - Jessica Hardy - Rachel Komisarz - Amanda Weir    | 3:59,92      |
| 3       | Niemcy            | - Antje Buschschulte - Sarah Poewe - Annika Mehlhorn - Daniela Götz   | 4:02,51      |

- WR  Australia 3:57,32

### 4×200m stylem dowolnym
Finał 28 lipca
| Miejsce | Państwo           | Skład                                                              | Czas         |
| ------- | ----------------- | ------------------------------------------------------------------ | ------------ |
| 1       | Stany Zjednoczone | - Natalie Coughlin - Katie Hoff - Whitney Myers - Kaitlin Sandeno  | 7:53,70 (CR) |
| 2       | Australia         | - Lisbeth Lenton - Shayne Reese - Bronte Barratt - Linda Mackenzie | 7:54,06      |
| 3       | Chiny             | - Zhu Yingwen - Pang Jiaying - Zhou Yafei - Yang Yu                | 7:57,29      |

- WR  Stany Zjednoczone 7:53,42

### 5 km
17 lipca
| Miejsce | Państwo           | Zawodnik        | Czas    |
| ------- | ----------------- | --------------- | ------- |
| 1       | Rosja             | Larisa Ilczenko | 55:40,1 |
| 2       | Stany Zjednoczone | Margy Keefe     | 55:44,3 |
| 3       | Holandia          | Edith van Dijk  | 55:46,6 |

### 10 km
20 lipca
| Miejsce | Państwo  | Zawodnik        | Czas      |
| ------- | -------- | --------------- | --------- |
| 1       | Holandia | Edith van Dijk  | 1:56:00,5 |
| 2       | Włochy   | Federica Vitale | 1:56:02,5 |
| 3       | Niemcy   | Britta Kamrau   | 1:56:04,0 |

### 25 km
23 lipca
| Miejsce | Państwo  | Zawodnik       | Czas      |
| ------- | -------- | -------------- | --------- |
| 1       | Holandia | Edith van Dijk | 5:25:06,6 |
| 2       | Niemcy   | Britta Kamrau  | 5:25:06,9 |
| 3       | Włochy   | Laura La Piana | 5:25:11,5 |

## Skoki do wody (mężczyźni)

### Trampolina 1-metrowa
Finał 21 lipca
| Miejsce | Państwo | Zawodnik           | Punkty |
| ------- | ------- | ------------------ | ------ |
| 1       | Kanada  | Alexandre Despatie | 489,69 |
| 2       | Chiny   | Xu Xiang           | 445,68 |
| 3       | Chiny   | Wang Feng          | 445,56 |

### Trampolina 3-metrowa
Finał 19 lipca
| Miejsce | Państwo           | Zawodnik           | Punkty |
| ------- | ----------------- | ------------------ | ------ |
| 1       | Kanada            | Alexandre Despatie | 813,60 |
| 2       | Stany Zjednoczone | Troy Dumais        | 752,76 |
| 3       | Chiny             | He Chong           | 730,77 |

### Trampolina 10-metrowa
Finał 23 lipca
| Miejsce | Państwo | Zawodnik                  | Punkty |
| ------- | ------- | ------------------------- | ------ |
| 1       | Chiny   | Hu Jia                    | 698,01 |
| 2       | Kuba    | José Antonio Guerra Oliva | 691,14 |
| 3       | Rosja   | Gleb Galperin             | 656,19 |

### Skoki zsynchronizowane (trampolina 3-metrowa)
Finał 17 lipca
| Miejsce | Państwo           | Zawodnik                             | Punkty |
| ------- | ----------------- | ------------------------------------ | ------ |
| 1       | Chiny             | - He Chong - Wang Feng               | 384,42 |
| 2       | Niemcy            | - Tobias Schellenberg - Andreas Wels | 364,59 |
| 3       | Stany Zjednoczone | - Justin Domais - Troy Dumais        | 360,27 |

### Skoki zsynchronizowane (trampolina 10-metrowa)
Finał 24 lipca
| Miejsce | Państwo         | Zawodnik                           | Punkty |
| ------- | --------------- | ---------------------------------- | ------ |
| 1       | Rosja           | - Dmitri Dobroskok - Gleb Galperin | 392,88 |
| 2       | Chiny           | - Yang Jinghui - Hu Jia            | 374,79 |
| 3       | Wielka Brytania | - Peter Waterfield - Leon Taylor   | 367,95 |

## Skoki do wody kobiet

### Trampolina 1-metrowa
Finał 18 lipca
| Miejsce | Państwo | Zawodnik       | Punkty |
| ------- | ------- | -------------- | ------ |
| 1       | Kanada  | Blythe Hartley | 325,65 |
| 2       | Chiny   | Wu Min Xia     | 299,70 |
| 3       | Niemcy  | Heike Fischer  | 299,46 |

### Trampolina 3-metrowa
Finał 22 lipca
| Miejsce | Państwo | Zawodnik       | Punkty |
| ------- | ------- | -------------- | ------ |
| 1       | Chiny   | Guo Jingjing   | 645,54 |
| 2       | Chiny   | Wu Min Xia     | 619,05 |
| 3       | Włochy  | Tania Cagnotto | 591,27 |

### Trampolina 10-metrowa
Finał 20 lipca
| Miejsce | Państwo           | Zawodnik            | Punkty |
| ------- | ----------------- | ------------------- | ------ |
| 1       | Stany Zjednoczone | Laura Ann Wilkinson | 564,87 |
| 2       | Australia         | Laudy Tourky        | 551,25 |
| 3       | Chiny             | Jia Tong            | 550,98 |

### Skoki zsynchronizowane (trampolina 3-metrowa)
Finał 24 lipca
| Miejsce | Państwo | Zawodnik                              | Punkty |
| ------- | ------- | ------------------------------------- | ------ |
| 1       | Chiny   | - Li Ting - Guo Jingjing              | 349,80 |
| 2       | Niemcy  | - Ditte Kotzian - Conny Schmalfuß     | 319,05 |
| 3       | Ukraina | - Kristina Iszczenko - Elena Federowa | 308,82 |

### Skoki zsynchronizowane (trampolina 10-metrowa)
Finał 17 lipca
| Miejsce | Państwo   | Zawodnik                             | Punkty |
| ------- | --------- | ------------------------------------ | ------ |
| 1       | Chiny     | - Jia Tong - Yuan Peilin             | 351,60 |
| 2       | Australia | - Loudy Tourky - Chantelle Newberry  | 334,89 |
| 3       | Kanada    | - Meaghan Benfeito - Roseline Filion | 328,80 |

## Piłka wodna mężczyzn
| Miejsce | Państwo             | Skład |
| ------- | ------------------- | --- |
| 1       | Serbia i Czarnogóra | Vladimir Gojković, Danilo Ikodinović, Nikola Janović, Predrag Jokić, Slobodan Nikić, Zdravko Radić, Aleksandar Šapić, Dejan Savić, Denis Šefik, Petar Trbojević, Vanja Udovičić, Vladimir Vujasinović, Boris Zloković                                                            |
| 2       | Węgry               | Péter Biros, István Gergely, Rajmund Fodor, Tamás Kásás, Csaba Kiss, Gergely Kiss, Norbert Madaras, Tamás Molnár, Ádám Steinmetz, Zoltán Szécsi, Marton Szivos, Daniel Varga, Attila Vári                                                                                        |
| 3       | Grecja              | Christos Afroudakis, Georgios Afroudakis, Theodoros Chatzitheodorou, Nikolaos Deligiannis, Dimitrios Mazis, Emmanouil Mylonakis, Georgios Ntoskas, Georgios Reppas, Stefanos-Petros Santa, Anastasios Schizas, Argyris Theodoropoulos, Matthaios Voulgarakis, Antonios Vlontakis |

- Finał
- Serbia i Czarnogóra –  Węgry 8:7

- Mecz o 3. miejsce
- Grecja –  Chorwacja 11:10

## Piłka wodna kobiet
| Miejsce | Państwo           | Skład |
| ------- | ----------------- | --- |
| 1       | Węgry             | Timea Benko, Fruzsina Bravik, Rita Drávucz, Dóra Kisteleki, Patrícia Horváth, Anikó Pelle, Krisztina Serfozo, Mercedes Stieber, Orsolya Takács, Eszter Tomaskovics, Andrea Tóth, Ágnes Valkai, Krisztina Zantleitner |
| 2       | Stany Zjednoczone | Emily Feher, Erika Figge, Natalie Golda, Jaime Hipp, Kristina Kunkel, Ericka Lorenz, Thalia Munro Heather Petri, Kelly Rulon, Moriah Van Norman, Brenda Villa, Drue Wawrzynski, Lauren Wenger                        |
| 3       | Kanada            | Krystina Alogbo, Marie-Luce Arpin, Johanne Begin, Cora Campbell, Tara Campbell, Valérie Dionne, Ann Dow, Susan Gardiner, Whynter Lamarre, Dominique Perrault, Rachel Riddel, Christine Robinson, Jana Salat          |

- Finał
- Węgry –  Stany Zjednoczone 10:7

- Mecz o 3. miejsce
- Kanada –  Rosja 8:3

## Pływanie synchroniczne

### Duety
Finał 22 lipca
| Miejsce | Państwo   | Sportowiec                                   | Punkty |
| ------- | --------- | -------------------------------------------- | ------ |
| 1       | Rosja     | - Anastasija Dawydowa - Anastasija Jermakowa | 99,084 |
| 2       | Hiszpania | - Gemma Mengual - Paola Tirados              | 97,417 |
| 3       | Japonia   | - Saho Harada - Emiko Suzuki                 | 97,334 |

### Drużyny
Finał 22 lipca
| Miejsce | Państwo   | Skład | Punkty |
| ------- | --------- | --- | ------ |
| 1       | Rosja     | Elwira Chasianowa, Marija Gromowa, Natalja Iszczenko, Olga Kuszela, Olga Łarkina, Jelena Owczynnikowa, Swietłana Romaszyna, Anna Szorina | 99,333 |
| 2       | Japonia   | Saho Harada, Naoko Kawashima, Kanako Kitao, Hiromi Kobayashi, Erika Komura, Ayako Matsumura, Emiko Suzuki, Masako Tachibana              | 97,833 |
| 3       | Hiszpania | Raquel Corral, Andrea Fuentes, Tina Fuentes, Thaïs Henríquez, Gemma Mengual, Irina Rodríguez, Paola Tirados, Cristina Violán             | 97,167 |

### Solo
Finał 21 lipca
| Miejsce | Państwo   | Sportowiec        | Punkty |
| ------- | --------- | ----------------- | ------ |
| 1       | Francja   | Virginie Dedieu   | 99,001 |
| 2       | Rosja     | Natalja Iszczenko | 98,250 |
| 3       | Hiszpania | Gemma Mengual     | 97,417 |